# خوان کارلوس کرون
خوان کارلوس کرون (انگلیسی: Juan Carlos Carone؛ زادهٔ ۱۸ مهٔ ۱۹۴۲) بازیکن فوتبال اهل آرژانتین است.
از باشگاه‌هایی که در آن بازی کرده‌است می‌توان به باشگاه فوتبال ولز سارسفیلد و باشگاه فوتبال راسینگ کلوب آویاندا اشاره کرد.
وی همچنین در تیم ملی فوتبال آرژانتین بازی کرده‌است.